# Vicolo cieco (raccolta)
Vicolo cieco (titolo originale Trio for Blunt Instruments) è un volume di Rex Stout che raccoglie tre romanzi brevi con protagonista Nero Wolfe, e pubblicato per la prima volta negli Stati Uniti nel 1964 presso Viking Press.

## Contenuto
- Uccidete subito, pagherete poi (1961)
- Vicolo cieco (1964)
- Un mistero per Goodwin (1963)